# UCI Asia Tour 2023
L'UCI Asia Tour 2023 è la diciannovesima edizione dell'UCI Asia Tour, uno dei cinque circuiti continentali di ciclismo dell'Unione Ciclistica Internazionale, composto da corse che si disputano nel continente asiatico.

## Squadre partecipanti
La partecipazione delle squadre alle diverse gare dipende dalla categoria dell'evento. Ad esempio le squadre UCI World Tour possono partecipare esclusivamente a corse di categoria .1 e il loro numero è limitato.
| Categoria | Categoria            | Squadre                                                                                |
| --------- | -------------------- | -------------------------------------------------------------------------------------- |
| .1        | 1.1 (Corse in linea) | * UCI World Tour (max 50%) * UCI ProTeam * UCI Continental Team * Squadre nazionali    |
| .1        | 2.1 (Corse a tappe)  | * UCI World Tour (max 50%) * UCI ProTeam * UCI Continental Team * Squadre nazionali    |
| .2        | 1.2 (Corse in linea) | * UCI ProTeam * UCI Continental Team * Squadre nazionali * Squadre regionali e di club |
| .2        | 2.2 (Corse a tappe)  | * UCI ProTeam * UCI Continental Team * Squadre nazionali * Squadre regionali e di club |

## Calendario

### Novembre 2022
| Data | Prova                  | Cat. | Vincitore       | Squadra   |
| ---- | ---------------------- | ---- | --------------- | --------- |
| 13   | Tour de Okinawa (2022) | 1.2  | Benjamín Prades | Team Ukyo |

### Dicembre 2022
| Data | Prova                                    | Cat. | Vincitore    | Squadra |
| ---- | ---------------------------------------- | ---- | ------------ | ------- |
| 23   | Campionati arabi - Prova in linea (2022) | 1.2  | Nassim Saidi | Algeria |

### Gennaio
| Data  | Prova                  | Cat. | Vincitore        | Squadra                 |
| ----- | ---------------------- | ---- | ---------------- | ----------------------- |
| 27-31 | Tour of Sharjah (2023) | 2.2  | Adne van Engelen | Roojai Online Insurance |
| 30-3  | Saudi Tour (2023)      | 2.1  | Ruben Guerreiro  | Movistar Team           |

### Febbraio
| Data | Prova                 | Cat. | Vincitore       | Squadra           |
| ---- | --------------------- | ---- | --------------- | ----------------- |
| 10   | Muscat Classic (2023) | 1.1  | Jenthe Biermans | Team Arkéa-Samsic |

### Marzo
| Data  | Prova                 | Cat. | Vincitore      | Squadra                         |
| ----- | --------------------- | ---- | -------------- | ------------------------------- |
| 12-16 | Tour de Taiwan (2023) | 2.1  | Jeroen Meijers | Terengganu Polygon Cycling Team |

### Aprile
| Data | Prova                   | Cat. | Vincitore             | Squadra                 |
| ---- | ----------------------- | ---- | --------------------- | ----------------------- |
| 1-6  | Tour of Thailand (2023) | 2.1  | Tegshbayar Batsaikhan | Roojai Online Insurance |

### Maggio
| Data  | Prova                                          | Cat. | Vincitore       | Squadra           |
| ----- | ---------------------------------------------- | ---- | --------------- | ----------------- |
| 10    | The Tour Oqtosh - Chorvoq - Mountain I (2023)  | 1.2  | Ulugbek Saidov  | Team Novo Nordisk |
| 11    | The Tour Oqtosh - Chorvoq - Mountain II (2023) | 1.2  | Periklis Ilias  | Grecia            |
| 13    | Tour of Bostonliq I (2023)                     | 1.2  | Daniil Marukhin | Kazakistan        |
| 14    | Tour of Bostonliq II (2023)                    | 1.2  | Ilkhan Dostiyev | Kazakistan        |
| 21-28 | Tour of Japan (2023)                           | 2.1  | Nathan Earle    | JCL Team Ukyo     |

### Giugno
| Data | Prova                                 | Cat. | Vincitore                                        | Squadra                                          |
| ---- | ------------------------------------- | ---- | ------------------------------------------------ | ------------------------------------------------ |
| 2    | Kozagawa-City International Road Race | 1.2  | annullato a causa delle condizioni meteo avverse | annullato a causa delle condizioni meteo avverse |
| 3-4  | Tour de Kumano (2023)                 | 2.2  | Atsushi Oka                                      | JCL Team Ukyo                                    |
| 7-11 | Aziz Shusha (2023)                    | 2.2  | Emanuele Ansaloni                                | Team Technipes inEmiliaRomagna                   |

### Luglio
| Data  | Prova                    | Cat. | Vincitore       | Squadra                              |
| ----- | ------------------------ | ---- | --------------- | ------------------------------------ |
| 21-23 | Tour of Huangshan (2023) | 2.2  | Julien Trarieux | China Glory Continental Cycling Team |

### Agosto
| Data  | Prova                             | Cat. | Vincitore        | Squadra                      |
| ----- | --------------------------------- | ---- | ---------------- | ---------------------------- |
| 26    | Tour of Kandovan (2023)           | 1.2  | Anton Kuzmin     | Almaty Astana Motors         |
| 27-31 | Tour of Iran (Azerbaigian) (2023) | 2.1  | Saeid Safarzadeh | Tianyoude Hotel Cycling Team |

### Settembre
| Data  | Prova                                                     | Cat. | Vincitore                                                                 | Squadra                                                                   |
| ----- | --------------------------------------------------------- | ---- | ------------------------------------------------------------------------- | ------------------------------------------------------------------------- |
| 3     | "Ocean Cup" China PingTan International Road Cycling Race | 1.2  | annullato a causa delle condizioni meteo avverse                          | annullato a causa delle condizioni meteo avverse                          |
| 8-10  | Tour de Hokkaido                                          | 2.2  | annullato a causa di un incidente che ha coinvolto un corridore e un'auto | annullato a causa di un incidente che ha coinvolto un corridore e un'auto |
| 8-12  | Tour of Poyang Lake (2023)                                | 2.2  | Xianjing Lyu                                                              | China Glory Continental Cycling Team                                      |
| 10-13 | Tour de Salalah (2023)                                    | 2.2  | Grega Bole                                                                | Shabab Al Ahli Cycling Team                                               |
| 23-24 | Tour of Binzhou (2023)                                    | 2.2  | Lucas Carstensen                                                          | Roojai Online Insurance                                                   |

### Ottobre
| Data  | Prova                                              | Cat. | Vincitore             | Squadra               |
| ----- | -------------------------------------------------- | ---- | --------------------- | --------------------- |
| 1     | Oita Urban Classic (2023)                          | 1.2  | Ryan Cavanagh         | Kinan Cycling Team    |
| 4-8   | Tour of Peninsular                                 | 2.1  | annullato             | annullato             |
| 4-8   | International Syrian Tour                          | 2.2  | annullato             | annullato             |
| 7-9   | Tour de Kyushu (2023)                              | 2.1  | Andrej Zejc           | Astana Qazaqstan Team |
| 9-11  | Jelajah Malaysia (Tour of Malaysia)                | 2.2  | annullato             | annullato             |
| 14-16 | Trans-Himalaya Cycling Race (2023)                 | 2.2  | Carlos Alberto Torres | SCOM-Taishantiyu Team |
| 22    | Sun Hung Kai Properties Hong Kong Challenge (2023) | 2.2  | Lukas Pöstlberger     | Team Jayco AlUla      |

## Classifiche
Aggiornato al 07/11/23 

### Classifica individuale
La classifica è composta da tutti i corridori del continente che abbiano ottenuto punti nell'UCI World Ranking.  
| Pos. | Corridore             | Squadra    | Punti   |
| ---- | --------------------- | ---------- | ------- |
| 1    | Aleksej Lucenko       | Astana     | 1485,29 |
| 2    | Jambaljamts Sainbayar | Terengganu | 640     |
| 3    | Evgenij Fëdorov       | Astana     | 429,33  |
| 4    | Daniil Marukhin       | Vino SKO   | 396     |
| 5    | Tegshbayar Batsaikhan | Roojai     | 365     |
| 6    | Anton Kuzmin          | Almaty     | 347     |
| 7    | Dmitriy Bocharov      | Samarkand  | 336,66  |
| 8    | Yuma Koishi           | JCL        | 309     |
| 9    | Evgenij Gidič         | Astana     | 297     |
| 10   | Gleb Brussenskiy      | Astana     | 281     |

### Classifica a squadre
La classifica viene calcolata sommando i punti della classifica individuale dei migliori 8 ciclisti per squadra.
| Pos. | Squadra                              | Punti  |
| ---- | ------------------------------------ | ------ |
| 1    | Terengganu Polygon Cycling Team      | 1505   |
| 2    | Roojai Online Insurance              | 1172   |
| 3    | JCL Team Ukyo                        | 1079   |
| 4    | Thailand Continental Cycling Team    | 707    |
| 5    | China Glory Continental Cycling Team | 651,33 |
| 6    | Vino SKO Team                        | 646    |
| 7    | Almaty Astana Motors                 | 611    |
| 8    | HKSI Pro Cycling Team                | 597,99 |
| 9    | Astana Qazaqstan Development Team    | 544    |
| 10   | Kinan Racing Team                    | 525    |

### Classifica per nazioni
La classifica viene calcolata sommando i punti dei migliori 8 ciclisti per nazione.
| Pos. | Nazione             | Punti   |
| ---- | ------------------- | ------- |
| 1    | Kazakistan          | 3645,24 |
| 2    | Mongolia            | 1367    |
| 3    | Giappone            | 1307    |
| 4    | Uzbekistan          | 1227,98 |
| 5    | Thailandia          | 890     |
| 6    | Cina                | 823,32  |
| 7    | Corea del Sud       | 735     |
| 8    | Hong Kong           | 709,99  |
| 9    | Iran                | 638     |
| 10   | Emirati Arabi Uniti | 483     |

### Classifica per nazioni U23
La classifica viene calcolata sommando i punti dei migliori 8 ciclisti per nazione della categoria U23.
| Pos. | Nazione             | Punti  |
| ---- | ------------------- | ------ |
| 1    | Uzbekistan          | 816,99 |
| 2    | Kazakistan          | 716    |
| 3    | Cina                | 386,66 |
| 4    | Emirati Arabi Uniti | 300    |
| 5    | Giappone            | 214    |
| 6    | Hong Kong           | 195    |
| 7    | Thailandia          | 183    |
| 8    | Malaysia            | 149    |
| 9    | Filippine           | 99     |
| 10   | Corea del Sud       | 94     |

## Nore
1. ↑  (EN) Squadre partecipanti (PDF), su assets.ctfassets.net. URL consultato il 12 giugno 2023.
2. ↑   Tour de Hokkaido 2023, corridore investito da un’auto durante la prima tappa: è grave in ospedale, corsa cancellata, su cyclingpro.net. URL consultato l'8 settembre 2023.
3. ↑  (EN) Akimitsu Ishigaki e Kohei Uwabo, Apologies offered after car kills cyclist at Tour de Hokkaido, su asahi.com, 20 settembre 2023. URL consultato il 29 settembre 2023.
4. ↑  (EN, FR) UCI Ranking, su uci.org. URL consultato il 13 novembre 2023.